# Platz der Luftbrücke (Berlins tunnelbana)
Platz der Luftbrücke är en tunnelbanestation i Berlins tunnelbana på linje U6 som ligger i stadsdelen Kreuzberg under Platz der Luftbrücke. Tunnelbanestationen öppnade år 1926, då under namnet Kreuzberg som en del i Nord-Süd-Bahns södra förgrening efter Mehringdamm, linje CII. Den var slutstation fram till 1927 då linjen förlängdes till Paradestrasse. 1937 fick stationen namnet Flughafen, nuvarande namn fick stationen 1975.

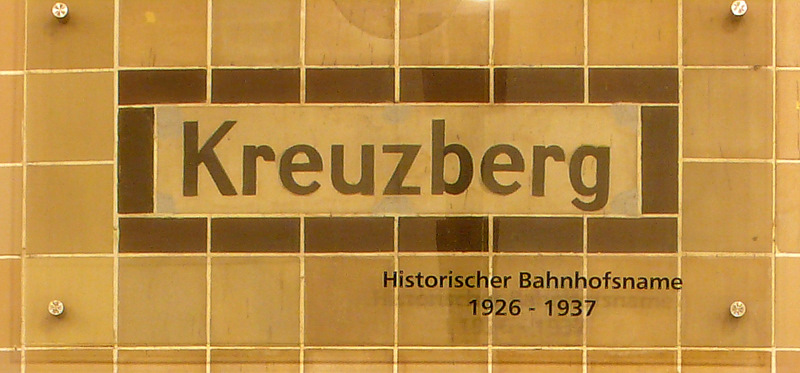
Gammal stationsskylt